# Galerie des Modes et Costumes Français

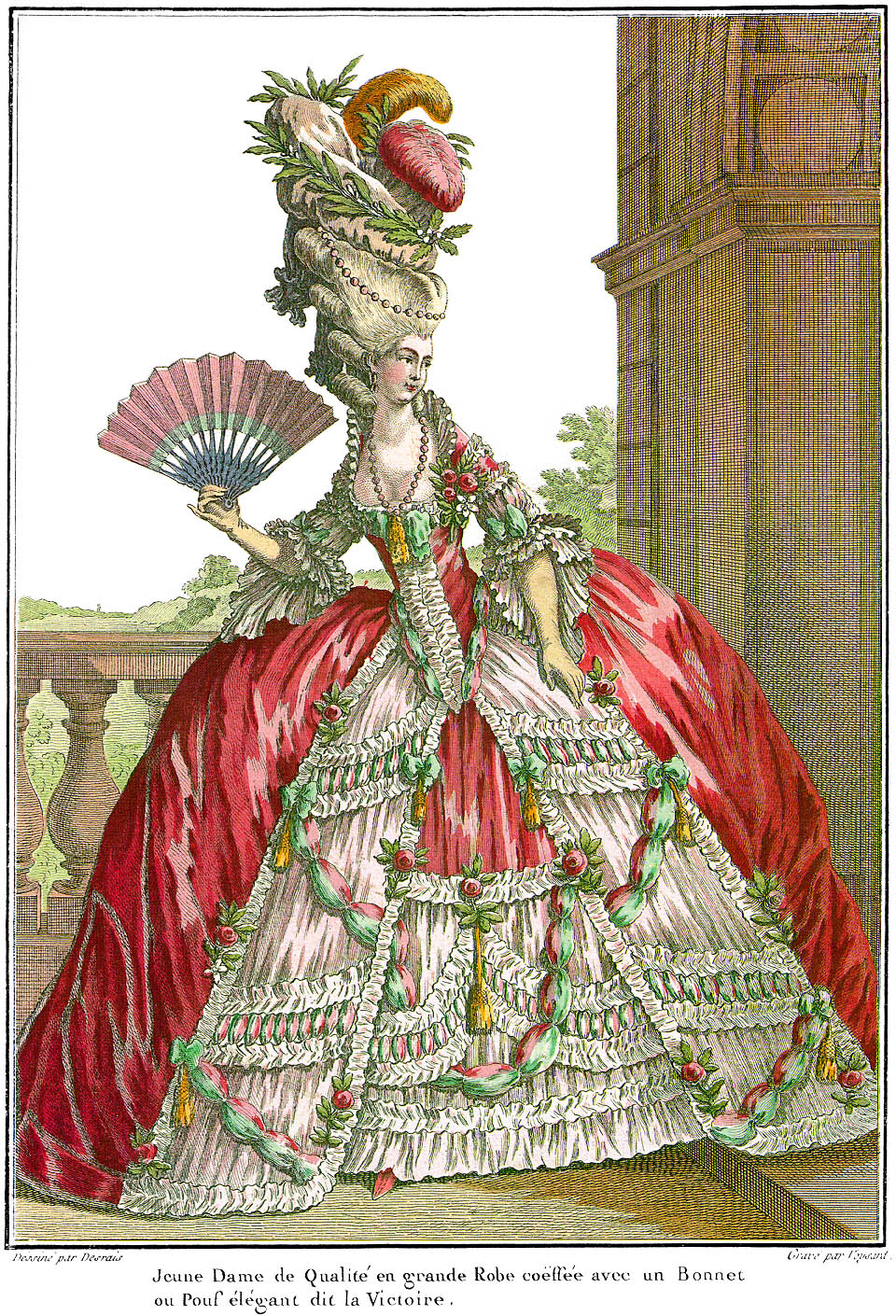
Galerie des Modes et Costumes Français, 1778

Galerie des Modes et Costumes Français var en fransk bildskrift som gavs ut i Paris mellan 1778 och 1787. Den bestod av en serie bilder som illustrerade klädedräkten i det samtida Paris.  Denna har ibland kallats historiens första modetidning, men den utkom endast sporadiskt, saknade text och var snarare en dekorativ bildserie än en regelrätt modetidning. Den var föregångaren till Cabinet des Modes, som kom att bli Europas första verkliga modetidning. 

## Bilder

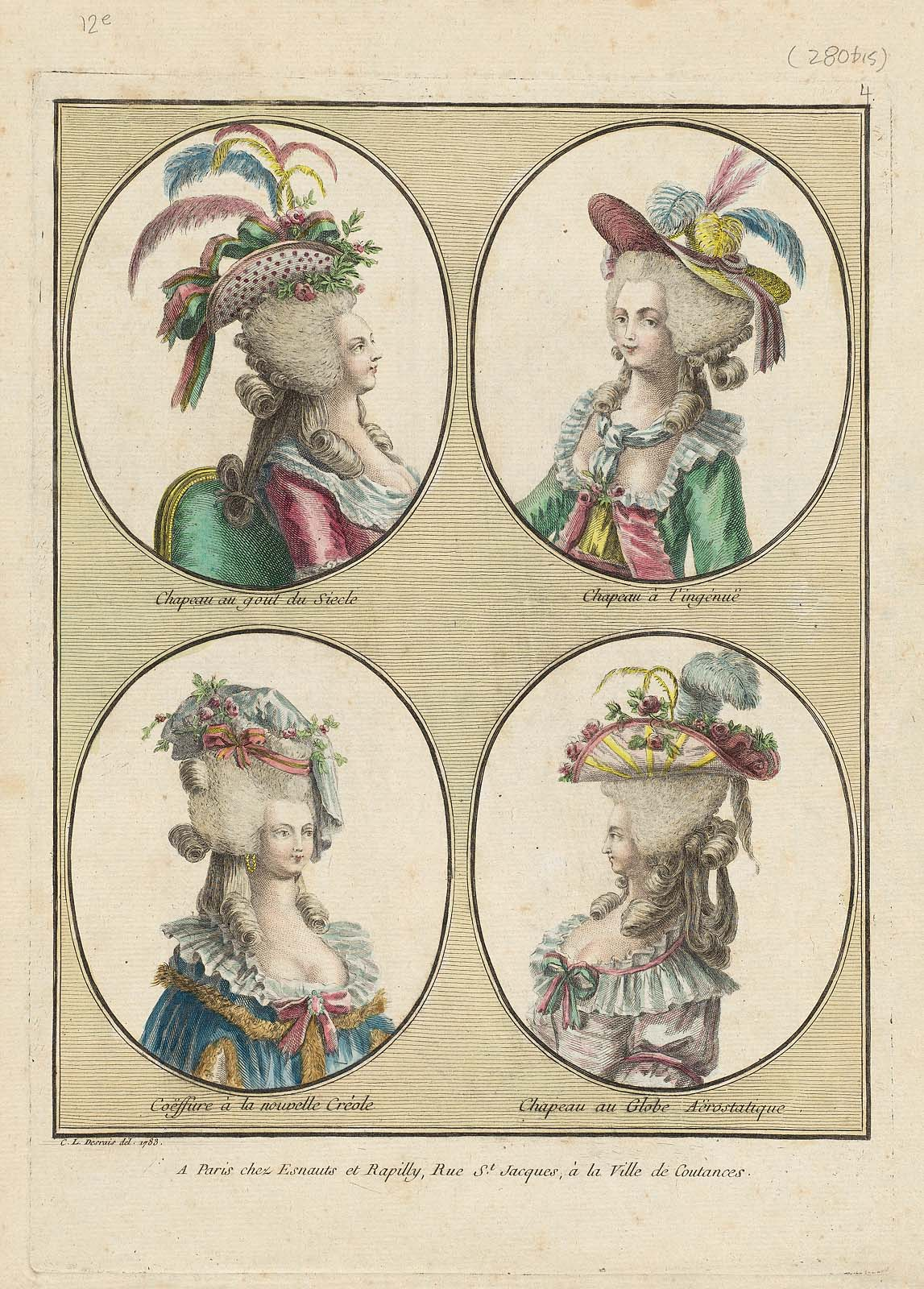
Chapeau au gout du Siecle
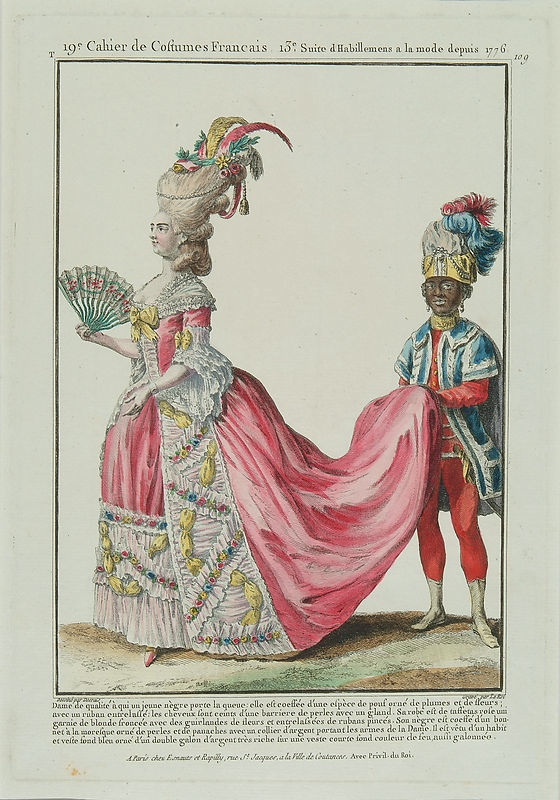
Galerie des Modes 3
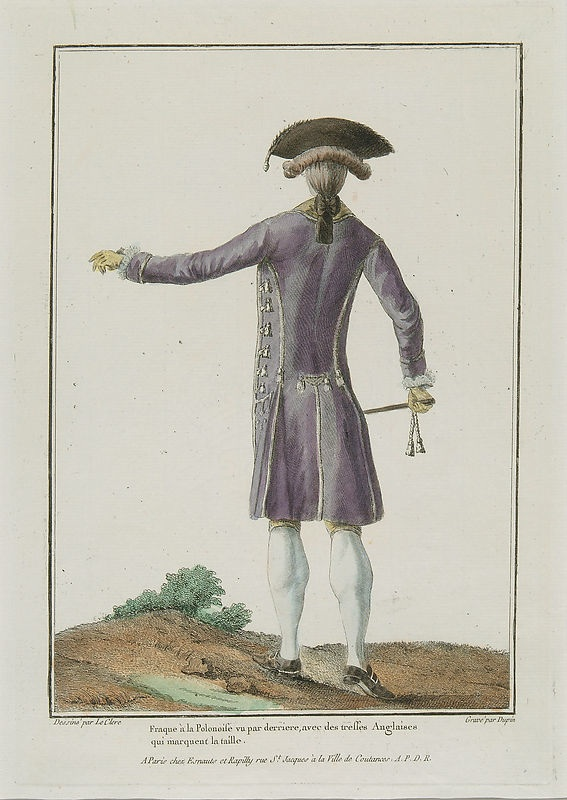
Galerie des Modes 2